# Chloremys
Chloremys,  rod zelenih alga čija porodična pripadnost još nije točno utvrđena. Postoje dvije priznate vrste

## Vrste
1. Chloremys hemisphaericum (K.I.Meyer) Fott
2. Chloremys sessilis Pascher - tipična